# Гексацианоманганат(III) калия
Гексацианоманганат(III) калия — неорганическое соединение,
комплексная соль калия, марганца и синильной кислоты
с формулой K3Mn(CN)6,
красные кристаллы,
образует кристаллогидраты.

## Получение
- Добавление фосфата марганца(III) к горячему раствору цианистого калия:

{\displaystyle {\mathsf {MnPO_{4}+6KCN+H_{2}O\ {\xrightarrow {80^{o}C}}\ K_{3}Mn(CN)_{6}+K_{2}HPO_{4}+KOH}}}
- Растворение карбоната марганца(II) в водном растворе цианида в присутствии пероксида водорода:

{\displaystyle {\mathsf {2MnCO_{3}+12KCN+H_{2}O_{2}\ {\xrightarrow {}}\ 2K_{3}Mn(CN)_{6}+2K_{2}CO_{3}+2KOH}}}
- Окисление гексацианоманганата(II) калия перманганатом калия.

## Физические свойства
Гексацианоманганат(III) калия образует красные кристаллы
моноклинной сингонии,
пространственная группа P21/c,
параметры ячейки a = 7.0870 Å b = 10.5020 Å, c = 8.4360 Å, β = 107.3100°, Z = 2.
Образует кристаллогидрат состава K3Mn(CN)6•3H2O.

## Химические свойства
- Легко разлагается водой до метагидроксида марганца.

- С раствором хлорной кислоты даёт осадок гексацианоманганата(IV) марганца(II) состава MnII[MnIV(CN)6].